# Passage (Connie Willis)
Pour les articles homonymes, voir Passage et Le Passage.
Passage (titre original : Passage) est un roman de science-fiction de Connie Willis paru en France en 2001.

## L'histoire
Le Pr. Richard Wright a constaté que l'injection d'une certaine drogue semble produire les mêmes effets sur le cerveau qu'une expérience de mort imminente. Il demande de l'aide à Joanna Lander qui s'est spécialisée dans l'interrogatoire des sujets de telles expériences afin de déterminer s'il s'agit effectivement des mêmes mécanismes.
Ce thème, apparemment austère, est traité avec un humour échevelé. Les deux chercheurs se heurtent à l'architecture labyrinthique et au fonctionnement kafkaïen de l'hôpital, aux caprices imprévisibles de leurs sujets qui viennent sans cesse perturber leur emploi du temps, aux manœuvres d'un charlatan influent nommé Mandrake qui veut exploiter leurs travaux pour étayer sa propre thèse de l'expérience de l'au-delà. Et ils commenceront à approcher la vérité à travers l'expérience d'une petite fille incurable qui se passionne pour les récits de catastrophe...